# Реквизитор (фильм)
«Реквизитор» (англ. The Property Man, альтернативные названия — Charlie on the Boards / Getting His Goat / Hits of the Past / Props / The Rustabout / Vamping Venus) — короткометражный немой фильм Чарльза Чаплина. Премьера состоялась 1 августа 1914 года.

## Сюжет
Чарли служит реквизитором в театре. Он вынужден таскать тяжелые сундуки и выполнять все прихоти местных «звезд». Вскоре начинается представление. Вследствие своей полной некомпетентности Чарли портит не один номер, постоянно оказываясь на сцене. Все заканчивается всеобщей потасовкой и обливанием из шланга.

## В ролях
- Чарли Чаплин — реквизитор
- Филлис Аллен — Лена
- Элис Дэвенпорт — актриса
- Чарльз Беннетт — Джордж Хэм
- Мак Сеннет — один из зрителей
- Джо Бордо — старый актёр
- Гарри Маккой — пьяный зритель
- Джесс Денди — силач
- Джозеф Свикард — старый рабочий сцены

В титрах не указаны
- Фриц Шаде — певец
- Честер Конклин — один из зрителей
- Слим Саммервилл — один из зрителей